# Endecasillabo saffico

## Introduzione
Schema: — ∪ — X | — ∪ ∪ — | ∪ — X
L'endecasillabo saffico, noto soprattutto per il suo impiego nella strofe saffica, di ampio impiego nella lirica tanto greca che latina, è una formazione analoga al falecio. Esso è composto infatti da un dimetro coriambico II, le cui sillabe libere assumono di norma la forma del ditrocheo, e da un monometro giambico catalettico. Il ditrocheo ammette la lunga irrazionale al secondo piede, come di norma per le sizigie trocaiche; altre combinazioni delle sillabe libere iniziali si incontrano sporadicamente nella poesia drammatica, in cui anche l'endecasillabo saffico si incontra sporadicamente.
Nella poesia latina, Orazio regolarizza ulteriormente l'endecasillabo, rendendo obbligatoria la forma epitritica per il ditrocheo (— ∪ — —) e fissando la cesura del verso dopo la prima lunga del coriambo. Ad esempio (Orazio, Odi, I 12 v. 1-2):
Quem virum aut heroa lyra vel acri
tibia sumis celebrare, Clio?
Sempre ad Orazio si deve la prima forma nota, forse da lui stesso inventata, del saffico maggiore, che sta al saffico come l'asclepiadeo maggiore sta all'asclepiadeo minore, da cui deriva tramite l'inserzione di un coriambo. 
Schema — ∪ — X | — || ∪ ∪ — || — ∪ ∪ — |∪ — X 
Es. Saepe trans finem iaculo nobilis expedito (Orazio, Odi, I, 8, v. 12)
Tre endecasillabi saffici minori ed un adonio di cinque sillabe formano la strofe saffica che fu una forma metrica poi ripresa da Catullo, che non per nulla chiama Lesbia la propria donna amata e più recentemente nei metri barbari da Giosuè Carducci e da Giovanni Pascoli.

## Endecasillabo saffico in italiano
Secondo il critico Francesco D'Ovidio l'endecasillabo italiano presenta «affinità con il décasyllabe, una derivazione dall'endecasillabo saffico attraverso la poesia mediolatina con la mediazione del trimetro giambico».
Oltre a questa lontana origine, si deve a Giovanni Pascoli, un poeta particolarmente sensibile ad aspetti reconditi dell'animo umano, uno dei più riusciti esempi di ricostruzione nella metrica italiana, che è di tipo accentuativo, dei criteri della metrica classica che era invece basata sulla quantità delle sillabe.
Per l'endecasillabo saffico il Pascoli è partito dalla seguente successione di vocali lunghe e brevi: 

_ ~ _ _ _ / ~~ _ ~ _~.
 reso con un primo emistichio con un quinario che corrisponde nella struttura greca, la cesura - o pausa - dopo la quinta sillaba.
Questa rigorosa determinazione formale costituisce per Pascoli nello stesso tempo un'occasione per sperimentare una forma poetica rara (se ne trovano altri esempi in Giuseppe Parini e Giosuè Carducci) e per circoscrivere nei limiti di un modello severo e contenuto l'espressione di sentimenti altrimenti inafferrabili e oscuri. Si è visto in questo modo reso il clima poetico di Saffo.